# Confidencias (álbum)
Confidencias es el nombre del decimocuarto álbum de estudio del cantante mexicano Alejandro Fernández (n. 1971). Fue lanzado al mercado mundialmente el 27 de agosto de 2013.
Fue producido por el ganador de catorce Premios Grammy, el sudafricano Phil Ramone.
Tras su lanzamiento, Confidencias ha recibido críticas positivas de los críticos de la música. El álbum debutó en el primer puesto del Billboard Latin Pop Albums y del Billboard Top Latin Albums.
En el Billboard 200 el álbum alcanzó el puesto diecinueve.
En España el álbum ocupó el primer puesto del chart y recibió disco de platino por sus 40 000 copias vendidas.
En México el álbum alcanza el primer puesto del chart de Amprofón y recibe disco de platino y oro.
Como parte de la promoción, el 6 de mayo de 2013 se lanzó el primer sencillo titulado «Hoy tengo ganas de ti» a dueto con la cantante estadounidense Christina Aguilera. El sencillo ocupó el quinto puesto del Billboard Hot Latin Songs y el puesto trece del Billboard Latin Pop Songs.
El sencillo fue utilizado como tema principal de la telenovela mexicana de Televisa La tempestad.
El 7 de octubre de 2013 se lanzó a la venta el segundo sencillo del álbum, un dueto con su padre el cantante mexicano Vicente Fernández que se titula «Me olvidé de vivir».
El tema ocupó el puesto treinta y cuatro del Billboard Latin Pop Songs.
El 29 de noviembre de 2013 se estrenó el video musical del sencillo y fue producido por Beto Hinojosa. El 24 de marzo de 2014 se lanzó el tercer sencillo titulado Procuro olvidarte y también fue un éxito rotundo en todas las radios de Latinoamérica y del mundo entero.

## Antecedentes
En marzo de 2012, el cantante anunció, a través de sus redes sociales, que estaba listo para regresar al estudio de grabación.
El cantante expresó «¡Con muchas ganas de empezar un nuevo disco! Un nuevo proyecto».
El álbum comenzó a grabarse en el verano de 2012. En abril de 2013, Alejandro confirmó que el álbum contendría un dueto con su padre, Vicente Fernández, y que se encontraba dándole los «toques finales» a la producción.
Durante la grabación del disco, Phil Ramone, comentó «Estas son unas de las más hermosas canciones que he escuchado en mi vida y él es uno de los grandes artistas de todos los tiempos. Disfrutamos mucho de nuestra compañía, los músicos quedaron encantados con él, fue una verdadera aventura».

## Producción y lanzamiento

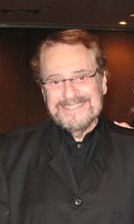
El álbum fue producido por Phil Ramone.

El álbum fue grabado en Los Ángeles durante el verano de 2012 y producido por Phil Ramone.
El productor falleció el 30 de marzo de 2013, mucho antes de que el álbum saliera a la venta.
El álbum incluye el tema «Hoy tengo ganas de ti», primer sencillo del álbum, interpretado a dueto con la cantante estadounidense Christina Aguilera.
El tema «Nobody knows when you’re down and out» fue interpretado en inglés a dueto con el cantante británico Rod Stewart y finalmente contiene el tema «Me olvidé de vivir» a dueto con su padre, el cantante mexicano Vicente Fernández.

Yo creo que Confidencias es algo que tú le dices a alguna persona en secreto, para que te lo guarde o te pueda dar un buen consejo.
Alejandro Fernández sobre el álbum.

El 27 de agosto de 2013 se lanzó a la venta la edición estándar del álbum que contenía once temas.
El mismo día se lanzó la edición deluxe que contenía 15 temas y un DVD.
El 31 de agosto de 2013 se realizó el debut oficial del disco, presentando un concierto en el Festival People en Español 2013, que se llevó a cabo en San Antonio, Texas.
En la edición estándar lanzada en Argentina se incluyó como bonus track la canción «Miénteme», tema principal de la telenovela argentina Sos mi hombre.

## Promoción

### Sencillos
El primer sencillo del álbum, «Hoy tengo ganas de ti», fue lanzado el 6 de mayo de 2013.
La canción se grabó a dueto con la cantante estadounidense Christina Aguilera y formó parte de la telenovela mexicana La tempestad.
El tema ocupó la posición número uno en ventas en diecisiete países.
Ocupó el quinto puesto del Billboard Hot Latin Songs y el puesto trece del Billboard Latin Pop Songs.
En México el sencillo ocupó el primer lugar de la lista general de Monitor latino.
El 7 de agosto de 2013 se anunció que fue certificado como disco de platino y oro por la Amprofón (Asociación Mexicana de Productores de Fonogramas y Videogramas), por la venta de 100 000 copias.
Finalmente, el 13 de diciembre de 2013 se anunció que el sencillo recibió triple disco de platino por la venta de 200 000 copias en el país.
Durante un comunicado de prensa, Alejandro Fernández argumentó que el «disco es un clásico, una joya desde mi punto de vista. Ha tomado mucho tiempo porque las cosas buenas toman su tiempo. Christina tiene una voz impresionante, dulce pero a la vez muy potente y cargada de sentimiento. Me siento muy contento y orgulloso con el resultado».
El video musical fue dirigido por Simón Brand y se estrenó el 19 de julio de 2013 en la cuenta VEVO del cantante mexicano.
El 7 de octubre de 2013 se lanzó el segundo sencillo del álbum, «Me olvidé de vivir» a dueto con su padre el cantante mexicano Vicente Fernández.
El tema fue compuesto por Pierre Billon y Jacques Revaux y grabado en el estudio del rancho "Los tres potrillos".
El tema ocupó el puesto treinta y cuatro del Billboard Latin Pop Songs.
En México el sencillo ocupó el décimo lugar de la lista general de Monitor Latino.

Es una canción muy especial para los dos, pues nos identificamos mucho con ella; forma parte de nuestra vida. Cuando la grabamos en el estudio del rancho fue algo muy emotivo, pues los dos la sentíamos con el corazón. Estábamos en el estudio cantando y solo con la mirada nos decíamos todo.
Alejandro Fernández sobre el sencillo que grabó junto a su padre.

El 25 de noviembre de 2013 se subió al canal oficial del cantante en Youtube un adelanto del video del sencillo.
El 29 de noviembre de 2013 se estrenó en el canal VEVO el video musical dirigido por Beto Hinojosa.
En un comunicado oficial se informó que el mismo contenía imágenes del intérprete cuando era niño, de sus experiencias vividas junto a su padre y algunos momentos de su trayectoria musical.

### Tour
El 6 de septiembre de 2013 dio comienzo a la gira internacional titulada "Confidencias World Tour" en el Auditorio Telmex de Guadalajara.
El 16 de noviembre de 2013 se dará comienzo a la gira en Estados Unidos en el American Airlines Arena de la ciudad de Miami.
Se confirmó, por el momento, que el tour recorrerá once ciudades de Estados Unidos.

## Recepción

### Desempeño comercial
En América del Norte, el álbum cosechó un gran éxito. En los Estados Unidos el álbum debutó en el primer puesto del Billboard Top Latin Albums, vendiendo en su primer día 21 000 copias según Nielsen SoundScan.
Debutó en el tercer puesto del Billboard Latin Pop Albums, finalmente alcanzó el primer puesto.
El álbum debutó en el puesto diecinueve del Billboard 200, según la revista Billboard, el álbum se convirtió en el segundo álbum en entrar al top 20 de dicho chart, luego del álbum 3.0 de Marc Anthony.
Fue certificado como disco de oro por la Recording Industry Association of America (RIAA), por la venta de 50 000 copias en el país.
En México, el álbum debutó en el primer puesto del Top 20 y del Top 100 de Amprofón.
Tras todo, fue certificado como disco de platino y oro por la Amprofón (Asociación Mexicana de Productores de Fonogramas y Videogramas), por la venta de 90 000 copias.
En Europa, el álbum tuvo una aceptable recepción. En España, logró alcanzar el primer puesto del Top 100 Álbumes, logrando 18 semanas en la lista.
Gracias a ello, Productores de Música de España (PROMUSICAE) le otorgó disco de platino por la venta de 40 000 copias en el país.
En América del Sur, el álbum obtuvo una buena recepción desde su lanzamiento. En Argentina alcanzó el segundo puesto del ranking mensual publicado por CAPIF.
Gracias a ello, la Cámara Argentina de Productores de Fonogramas y Videogramas (CAPIF) le otorgó disco de oro por la venta de 20 000 copias en el país.
En Colombia la Asociación Colombiana de Productores de Fonogramas (ASINCOL) le otorgó disco de oro por sus 10 000 copias vendidas en el país.
Finalmente, la Federación Internacional de la Industria Fonográfica (IFPI) le concedió certificación de disco de oro en Chile y Ecuador por la venta de 7500 y 3000 copias, respectivamente.

## Lista de canciones
- Edición estándar

| Confidencias |                                                            |                                                                   |          |  |
| N.º          | Título                                                     | Escritor(es)                                                      | Duración |  |
| 1.           | «Te quiero, te quiero»                                     | Augusto Alguero Dasca / Rafael DeLeón                             | 3:26     |  |
| 2.           | «A pesar de todo»                                          | Nelson Ned                                                        | 3:21     |  |
| 3.           | «Cóncavo y convexo»                                        | Erasmo Carlos / Roberto Carlos / Buddy McCluskey / Mary McCluskey | 4:26     |  |
| 4.           | «Hoy tengo ganas de ti» (feat Christina Aguilera)          | José Miguel Gallardo Vera                                         | 4:52     |  |
| 5.           | «Procuro olvidarte»                                        | Manuel Alejandro / Ana Magdalena                                  | 4:08     |  |
| 6.           | «Porque te vas»                                            | José Luis Perales                                                 | 3:16     |  |
| 7.           | «Nobody Knows When You’Re Down and Out» (feat Rod Stewart) | Jimmie Cox                                                        | 3:53     |  |
| 8.           | «Cenizas»                                                  | Wello Rivas                                                       | 4:04     |  |
| 9.           | «Desahogo»                                                 | Erasmo Carlos / Roberto Carlos / Buddy McCluskey / Mary McCluskey | 2:49     |  |
| 10.          | «Me olvidé de vivir» (feat Vicente Fernández)              | Pierre Billon / Jacques Revaux                                    | 5:28     |  |
| 11.          | «Olvidarte»                                                | Denisse De Kalafe                                                 | 3:21     |  |
| 43:04        |                                                            |                                                                   |          |  |

| Confidencias - Edición estándar - Bonus track |            |                                                 |          |  |
| N.º                                           | Título     | Escritor(es)                                    | Duración |  |
| 12.                                           | «Miénteme» | Augusto Amicón / Sebastián Bazán / Karen Oliver | 3:53     |  |

- Edición deluxe

| Confidencias - Edición deluxe |                                        |                                |          |  |
| N.º                           | Título                                 | Escritor(es)                   | Duración |  |
| 12.                           | «Hoy tengo ganas de ti» (Versión solo) | José Miguel Gallardo Vera      | 4:46     |  |
| 13.                           | «Me olvidé de vivir» (Versión solo)    | Pierre Billon / Jacques Revaux | 5:28     |  |
| 14.                           | «Te soñé»                              |                                | 4:38     |  |

| Confidencias - Edición deluxe - DVD |                                                                       |          |  |
| N.º                                 | Título                                                                | Duración |  |
| 1.                                  | «Documental de grabación del disco» (incluye imágenes de Phil Ramone) |          |  |
| 2.                                  | «Track by track del álbum»                                            |          |  |
| 3.                                  | «Hoy tengo ganas de ti» (Video musical)                               |          |  |
| 4.                                  | «Hoy tengo ganas de ti» (Detrás de cámaras)                           |          |  |

## Charts y certificaciones

### Semanales
| País           | Chart      | Lista            | Mejor posición |
| 2013           | 2013       | 2013             | 2013           |
| -------------- | ---------- | ---------------- | -------------- |
| México         | Amprofón   | Top 20 Albums    | 1              |
| México         | Amprofón   | Top 100 Albums   | 1              |
| Estados Unidos | Billboard  | Latin Pop Albums | 1              |
| Estados Unidos | Billboard  | Top Latin Albums | 1              |
| Estados Unidos | Billboard  | Billboard 200    | 19             |
| España         | PROMUSICAE | Top 100 Albums   | 1              |

### Mensuales
| País      | Chart | Lista                   | Mejor posición |
| 2013      | 2013  | 2013                    | 2013           |
| --------- | ----- | ----------------------- | -------------- |
| Argentina | CAPIF | Argentina Albums Charts | 2              |

### Anuales
| País           | Chart      | Lista            | Mejor posición |
| 2013           | 2013       | 2013             | 2013           |
| -------------- | ---------- | ---------------- | -------------- |
| México         | AMPROFON   | Top 20 Anual     | 1              |
| Estados Unidos | Billboard  | Latin Pop Albums | 2              |
| Estados Unidos | Billboard  | Top Latin Albums | 5              |
| España         | PROMUSICAE | Top Anual 2013   | 13             |

### Certificaciones
| País           | Organismo certificador | Certificación | Ventas certificadas | Ref.                        |
| -------------- | ---------------------- | ------------- | ------------------- | --------------------------- |
| México         | AMPROFON               | 2x Platino    | 120 000             | [ 62 ] [ 52 ] [ 54 ] [ 53 ] |
| Estados Unidos | RIAA                   | Oro           | 50 000              | [ 49 ] [ 50 ]               |
| Colombia       | ASINCOL                | Platino       | 10 000              | [ 54 ] [ 63 ]               |
| España         | PROMUSICAE             | Platino       | 40 000              | [ 7 ] [ 8 ]                 |
| Argentina      | CAPIF                  | Oro           | 20 000              | [ 54 ] [ 56 ]               |
| Chile          | IFPI                   | Oro           | 7 500               | [ 54 ] [ 64 ]               |
| Ecuador        | IFPI                   | Oro           | 3000                | [ 54 ]                      |

## Créditos y personal

### Personal
Créditos por Confidencias:
| - Alejandro Fernández: artista primario - Phil Ramone: productor - Vicente Fernández: colaboración/ feat - Christina Aguilera: colaboración/ feat - Manuel Alejandro: compositor - Áureo Baqueiro: dirección - Pierre Billon: compositor - Jorge Calandrelli: arreglos - Erasmo Carlos: compositor - Roberto Carlos: compositor - Ed Cherney: ingeniería de sonido - Jimmie Cox: compositor - Augusto Alguero Dasca: compositor - Rafael DeLeón: compositor - Jill Dell'Abate: contratista - Cristina Ehrlich: vestuario - Gregg Field: batería - Gianmarco: adaptación | - Gordon Goodwin: arreglos, saxo - Denise De Kalafe: compositor - Doug Katsaros: arreglos - Hyunsoo Kim: estilista - Ana Magdalena: compositor - Buddy McCluskey: compositor - Mary McCluskey: compositor - Rob Mounsey: arreglos - Nelson Ned: compositor - Rodrigo Noriega: A&R - José Luis Perales: compositor - Jacques Revaux: compositor - Wello Rivas: compositor - Omar Salgado: trabajo artístico - Kevin Savigar: dirección - Rod Stewart: colaboración/ feat - José Miguel Gallardo Vera: compositor |

## Historial de lanzamiento
- Edición estándar

| País | Fecha                | Formato              | Discográfica    |
| ---- | -------------------- | -------------------- | --------------- |
|      | 27 de agosto de 2013 | CD, Descarga digital | Universal Music |

- Edición deluxe

| País | Fecha                | Formato              | Discográfica    |
| ---- | -------------------- | -------------------- | --------------- |
|      | 27 de agosto de 2013 | CD, Descarga digital | Universal Music |